# Guido da Landriano
Guido da Landriano, o Landriani (prima del 1159 – dopo il 1190), è stato un generale e politico italiano.
Ricoprì la carica di console della città di Milano e fu comandante militare della Lega Lombarda durante la battaglia di Legnano (29 maggio 1176). Alberto da Giussano, che la tradizione vuole al comando della Lega Lombarda, è infatti un personaggio leggendario.

## Biografia

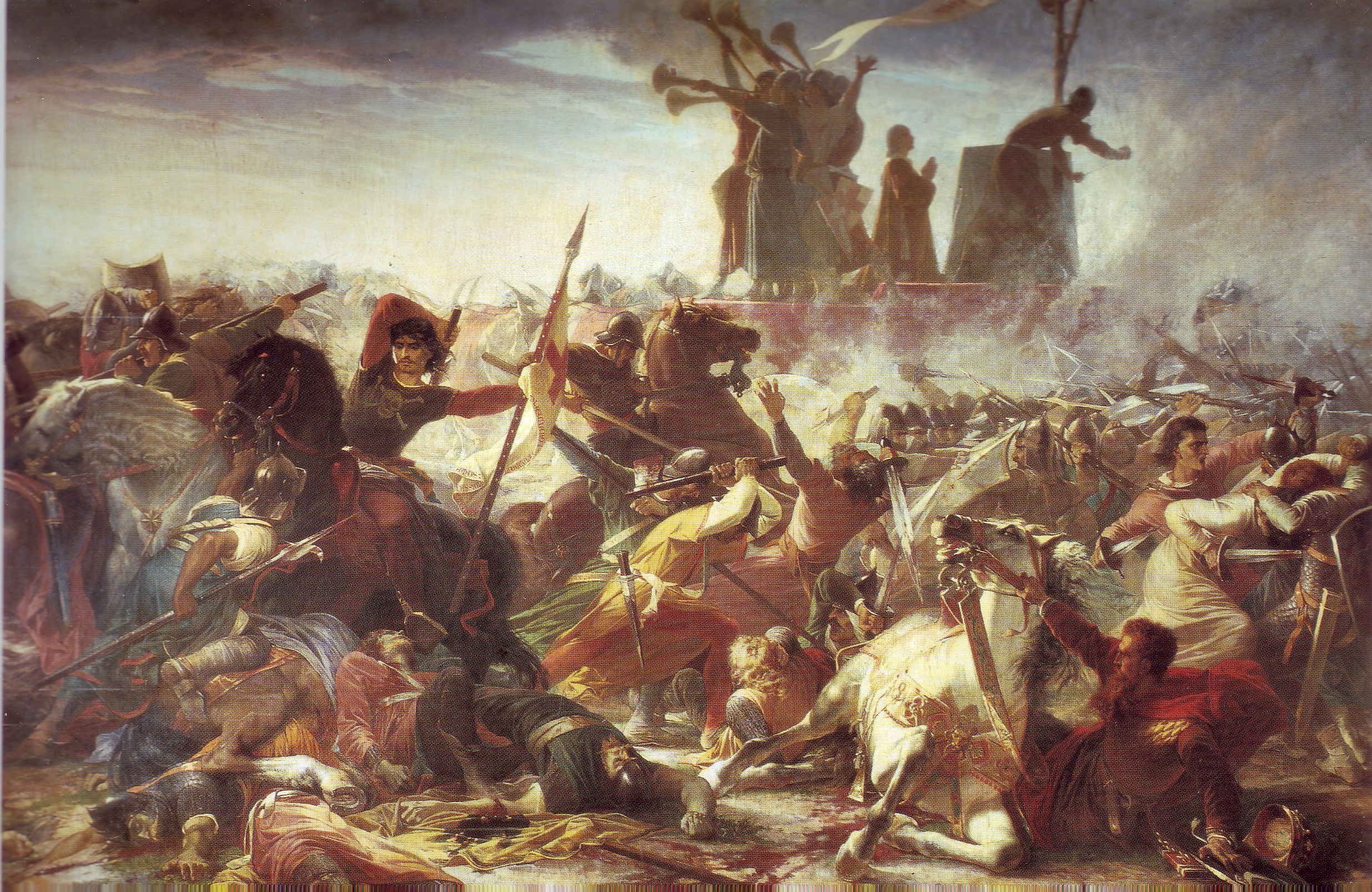
La Battaglia di Legnano di Amos Cassioli (1860), dipinto conservato presso la Galleria d'arte moderna di Palazzo Pitti a Firenze

Apparteneva alla nobile famiglia milanese dei Landriani (o "da Landriano"). Il primo documento storico che cita Guido da Landriano è datato 15 luglio 1159 e si riferisce all'incarcerazione che subì durante la seconda discesa in Italia di Federico Barbarossa, quando ricopriva la carica di console di Milano. Dopo la battaglia di Siziano, Guido da Landriano fu incarcerato a Pavia, città alleata dell'imperatore germanico.
Una seconda menzione del console milanese è contenuta in un documento del 31 dicembre 1167: in questo atto il nome di Guido da Landriano compare tra quelli dei membri del consiglio milanese che sottoscrissero il trattato di alleanza firmato il 22 maggio precedente tra le città di Milano, Lodi, Cremona, Brescia e Bergamo. Un documento del gennaio del 1176 riporta invece che la carica di rettore della Lega Lombarda fosse ricoperta da Guido da Landriano.
Prima dello scontro di Legnano fu deciso di affidare il comando militare delle armate comunali a Guido da Landriano: quest'ultimo infatti era, oltre che un accorto politico, anche un esperto cavaliere.
Nel 1179 diventò podestà di Ferrara. Nel documento collegato ai negoziati di Piacenza (1183), che preannunciarono la pace di Costanza (25 giugno del 1183), il nome di Guido da Landriano compare, tra quelli dei rappresentanti comunali, per primo. Alla pace di Costanza le ambascerie delle città italiane furono guidate dal console e da Guido da Landriano.
Risolto il contenzioso con il Barbarossa, Guido da Landriano si ritirò dall'ambito militare continuando la carriera politica, che si concluse nel 1190 con la nomina a podestà di Asti.